# Бингамтън
Бингхамтън (на английски: Binghamton) е град в САЩ, административен център на окръг Брум, щата Ню Йорк. Разположен е близо до границата с Пенсилвания и има население 45 179 души (по приблизителна оценка от 2017 г.). В Бингхамтън е изобретен един от първите в света авиационни тренажори.